# Musigliano
Musigliano ist ein Ortsteil (Fraktion, italienisch frazione) der Gemeinde Cascina, Provinz Pisa, Toskana, Italien.

## Geografie
Musigliano liegt etwa 7 km westlich des Hauptortes Cascina und etwa 4,5 km östlich der Provinzhauptstadt Pisa. Die Regionalhauptstadt Florenz liegt etwa 70 km östlich. Der Ort hat etwa 770 Einwohner. Musigliano grenzt an Ripoli, San Sisto und Pettori, ebenfalls Dörfer der Gemeinde Cascina. All diese Dörfer wie auch Musigliano sind vom Deich des Flusses Arno umgeben, der kurz nördlich der Ortsteile fließt.

## Beschreibung
Das Dorf ist landwirtschaftlich geprägt. Es gibt eine Grundschule, einen Kindergarten, zwei Schreibwarengeschäfte, ein Tabakladen, eine Pizzeria, einen Metzger, eine gemeindliche Apotheke, ein kleines Fußballstadion, eine Bar und einen Friedhof.

## Sehenswürdigkeiten

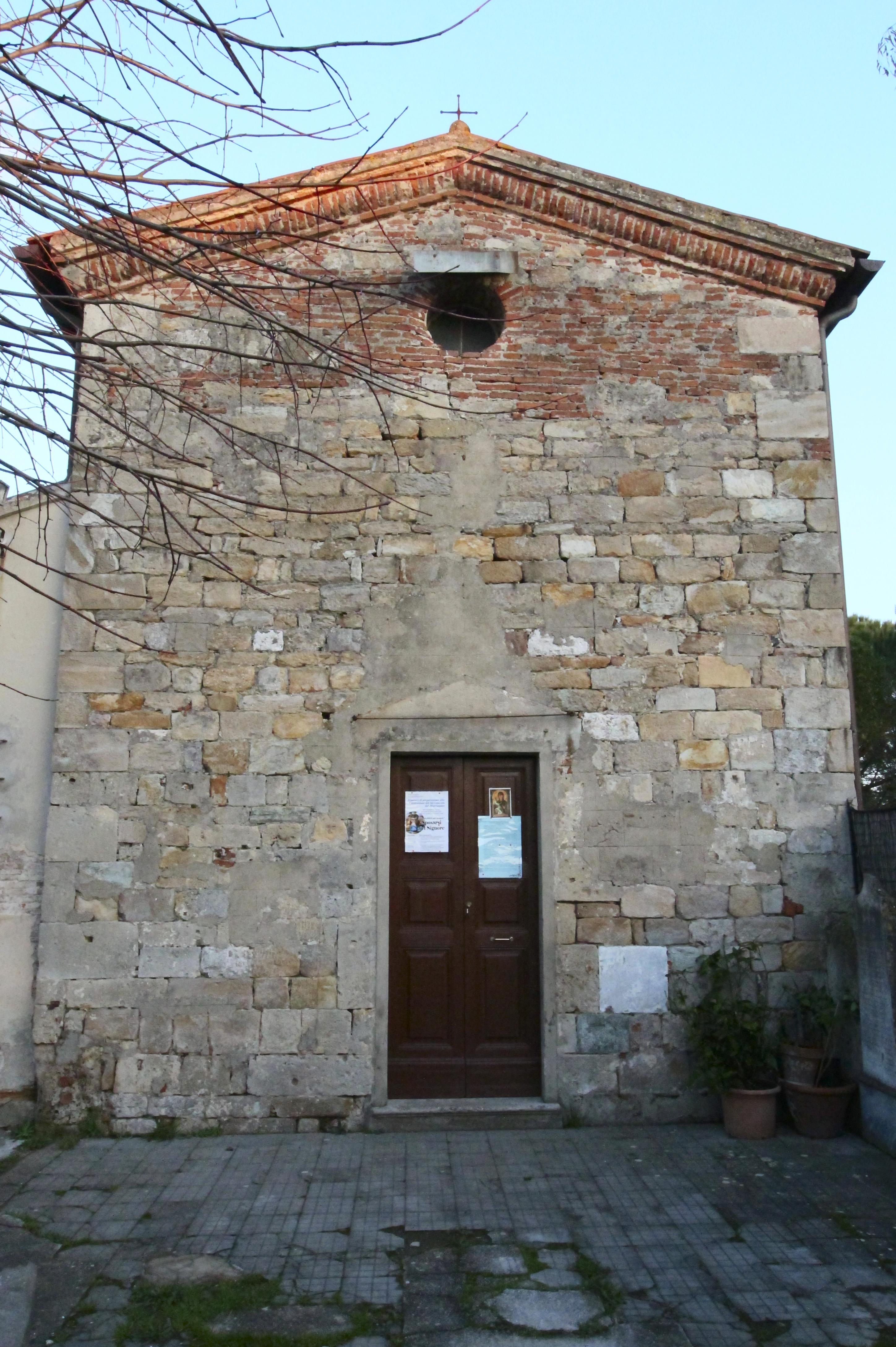
Die Kirche San Martino

San Martino, Kirche/Kapelle im Ortskern, die zu Santo Stefano a Pettori (Pfarrgemeinde San Lorenzo alle Corti) gehört. Die Kirche wurde am 3. April 1130 geweiht und am 21. März 1142 erstmals schriftlich erwähnt. Das Gestein der Kirche besteht aus Pietra verrucana, ein Metamorphes Gestein, das am nahen Monte Verruca (Gemeinden Calci und Vicopisano) abgebaut wurde. An der rechten Seite steht ein Weihwasserbecken aus dem 16./17. Jahrhundert aus Marmor sowie eine Statue der Katharina von Alexandrien, die hier in einer Wandnische im 18. Jahrhundert angebracht wurde.